# Léon Benett

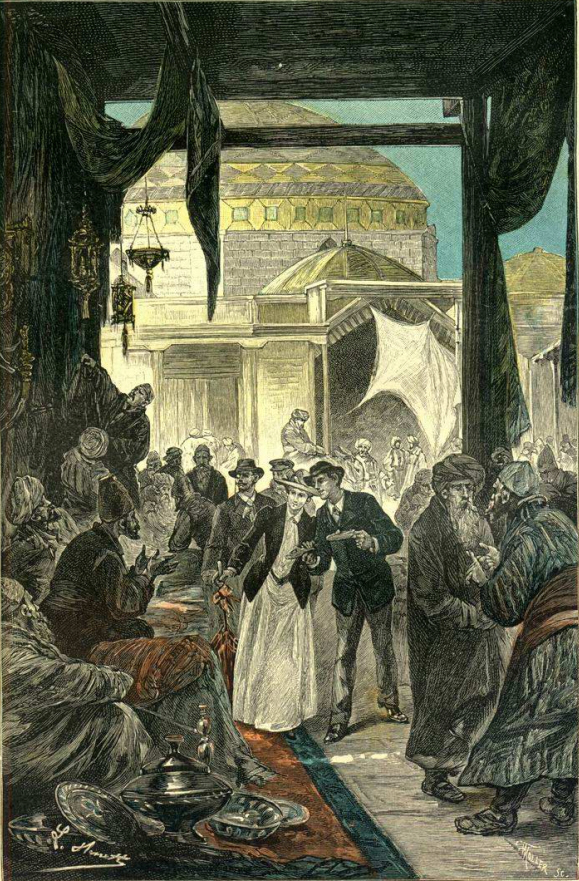
Bazar v Samarkandu, ilustrace Léona Benetta k románu Julese Verna Claudius Bombarnac

Léon Benett, vlastním jménem Hippolyte Léon Benet (2. března 1839 Orange – 7. prosince 1916 Toulon), byl francouzský malíř a ilustrátor. Jméno si na Benett (s dvěma t) změnil proto, že Benet (s jedním t) znamená ve francouzštině hlupáček.

## Ilustrace děl Julesa Verna
Benett je nejvýznamnějším ilustrátorem knih francouzského spisovatele Julese Verna, protože v letech 1873 až 1910 doprovodil svými kresbami 25 románů z jeho cyklu Podivuhodné cesty. Šlo o tato díla:
- Cesta kolem světa za osmdesát dní (1873), společně Alphonsem de Neuvillem,
- Ocelové město (1879),
- Číňanovy trampoty v Číně (1879)
- Zemí šelem (1880),
- Tajemství pralesa (1881),
- Škola robinsonů (1882),
- Zelený paprsek (1882),
- Tvrdohlavý Turek (1883),
- Hvězda jihu (1884),
- Archipel v plamenech (1884),
- Matyáš Sandorf (1885),
- Robur Dobyvatel (1886),
- Sever proti Jihu (1887),
- Dva roky prázdnin (1888),
- V pustinách australských (1891),
- Tajemný hrad v Karpatech (1892),
- Claudius Bombarnak (1892),
- Malý Dobráček (1893),
- Plovoucí ostrov (1895),
- Vynález zkázy (1896),
- Milionář na cestách (1896),
- Cestovní stipendia (1903),
- Drama v Livonsku (1904),
- Zatopená Sahara (1905),
- Trampoty páně Thompsonovy (1907).

Mimo Podivuhodné cesty ilustroval ještě tyto další Vernovy knihy:
- Historie velkých objevů (1879–1880), společně s Paulem-Dominiquem Philippoteauxem,
- Cesty na divadle (1881), společně s Henrim Meyerem, Édouardem Riouem a Julesem Fératem,
- Včera a zítra (1910), společně s Félicienem de Myrbachem a Georgem Rouxem.

## Ilustrace dalších knih
Kromě knih Julese Verna doprovodil Benett svými kresbami například díla Victora Huga, Lva Nikolajevič Tolstého, Thomase Mayne-Reida, Andrého Laurieho, Camilla Flammariona a dalších. Benettovy ilustrace zobrazující exotické země vycházejí z jeho skutečných prožitků, protože Benett procestoval jako státní zaměstnanec Alžírsko, Indočínu, Martinik a Novou Kaledonii.